# Le Refuge (film, 1931)
Pour les articles homonymes, voir Le Refuge (homonymie).
Pour plus de détails, voir Fiche technique et Distribution.
Le Refuge est un film français réalisé par Léon Mathot, sorti en 1931.

## Fiche technique
- Titre : Le Refuge
- Réalisation : Léon Mathot
- Scénario et dialogues : Pierre Maudru, d'après la nouvelle de Pierre Bonardi
- Photographie : René Gaveau
- Décors : Lucien Jaquelux
- Musique : René Sylviano, Jacques Janin et Pierre Maudru
- Montage : Raymond Lamy
- Production : Paris International Film
- Format :  Noir et blanc - 35 mm - Son mono
- Pays d'origine :  France
- Date de sortie : 9 janvier 1931

## Distribution
- Alice Field : Vanina
- André Burgère : André, dit Saëtta
- Pierre Etchepare : Olive
- Gina Barbieri : la vieille Palma
- Jean Fay : Pepino
- René Montis : Pedro
- Armand Bour : le père d'André
- Louis Arnoult : Lucien